# Ecorregión marina mar de Ross
La ecorregión marina mar de Ross (en  inglés Ross Sea ) (229) es una georregión ecológica situada en aguas marinas próximas a la Antártida. Se la incluye en la provincia marina Antártida de alta continentalidad de la ecozona oceánica océano Austral (en inglés Southern Ocean).
Esta ecorregión se centra en el mar de Ross una gigantesca y profunda bahía entre la Tierra de Victoria y la Tierra de Marie Byrd, al sur de Nueva Zelanda. 
En su sector austral, está cubierta por una plataforma helada, la barrera de hielo de Ross, que tiene casi 500 000 km². En el oeste se sitúa la isla Ross, mientras que en el este se encuentra la  isla Roosevelt, en la bahía de las Ballenas.